# Alf Hjelm
Alf Daniel Hjelm, född 28 december 1902 i Partille församling, död 25 november 1969 i Jonsered, var en svensk fotbollsspelare som representerade Gais i allsvenskan.
Hjelm var bror till Erik Hjelm, som var inner i IFK Göteborg, och spelade själv för IFK i början av 1920-talet. Han gick senare till Gais, där han spelade 22 matcher (8 mål) säsongen 1928/1929, 3 matcher (1 mål) säsongen 1930/1931 och 6 matcher (0 mål) säsongen 1931/1932. Inför säsongen 1932/1933 gick han till Jonsereds IF, där han spelat tidigare.
Alf Hjelm är begravd på Jonsereds griftegård.